# RNZAF Base Auckland

i7
i11
i13
RNZAF Base Auckland (ICAO-Code: NZWP) ist ein Militärflugplatz der Royal New Zealand Air Force (RNZAF) im nördlichen Bereich des Waitematā Harbour gut 15 km Luftlinie nordwestlich des Zentrums von Auckland auf der Nordinsel Neuseelands. Der Flugplatz diente in den ersten beiden Jahrzehnten nach dem Ende des Zweiten Weltkriegs auch als ziviler Verkehrsflughafen Aucklands. Später wurde die Doppelbasis Stützpunkt der Transport- und Seefernaufklärungsstaffeln der Luftstreitkräfte, eine Rolle, die Whenuapai bis ins 21. Jahrhundert innehatte. Sie ist heute eine von zwei Haupteinsatzbasen der RNZAF.

## Geschichte
Die heutige Basis hat ihr Ursprünge in zwei separaten Basen, Whenuapai und Hobsonville. Hobsonville wurde bereits 1928 als Basis für Wasserflugzeuge und Flugboote eröffnet. Hobsonville war bis 1967 die wichtigste Flugbootbasis der RNZAF.
Die der Bau einer Landflugzeugbasis Whenuapai für die geplante Stationierung von Bombern begann 1937 und die ersten Hangare wurden 1939 fertiggestellt. Zu einer Stationierung kam es wegen des Kriegsausbruchs in Europa und nicht mehr und anstelle Bomber wurde Whenuapai 1943 Standort einer Transportfliegerstaffel, der noch heute hier stationierten 40. Squadron. Im Jahr 1944 kam mit der 41. Squadron ein zweiter Transportverband hinzu. Die eingesetzten Flugzeugtypen waren Lodestar, Lockheed Hudson und Dakota.
Die 40. Staffel wurde zwei Jahre nach dem Ende des Pazifikkriegs im Oktober 1947 jedoch zunächst wieder aufgelöst, wobei Personal und Fluggerät an die New Zealand National Airways Corporation abgegeben wurden.
In den ersten beiden Jahrzehnten diente das Areal als Aucklands ziviler internationaler Verkehrsflughafen. Die 41. Staffel blieb aktiv und rüstete Anfang der 1950er Jahre auf Handley Page Hastings und Bristol Freighter um. Ende 1954 wurde die 40. Staffel reaktiviert, wobei sie die Hastings der 41. übernahm. Hinzu kamen noch Douglas DC-6. Die Umrüstung auf die C-130 begann Mitte 1965 und von 1981 bis 2003 betrieb sie zusätzlich die Boeing 727.
Im Jahr 1965 erhielt die 5. Squadron ihre Lockheed P-3-Seefernaufklärer, zunächst der Baureihe P-3B. Diese wurden in den 1980er Jahren zunächst auf den P-3K Standard und in den 2000er Jahren nochmals auf den P-3K2 Standard modernisiert.
Die 41. Staffel selbst wurde zwei Jahre nach Ende des Vietnamkriegs 1977 außer Dienst gestellt, nachdem mit der reaktivierten 1. Squadron bereits 1972 eine dritte Transportstaffel in Whenuapai aufgestellt worden war. Diese flog bis 1977 ebenfalls den Bristol Freighter und erhielt anschließend die Andover C.1. Die 1. Staffel ihrerseits ging Ende 1984 in der 42. Squadron, einer zweiten Andover-Staffel auf, die damals nach Whenuapai verlegt worden war. Die Andovers wurden 1997/98 außer Dienst gestellt und durch Super King Air B200 ersetzt. Die Staffel wurde Anfang 2002 zurück nach Ohakea verlegt.
Die beiden unabhängigen Basen wurden 1965 zur RNZAF Base Auckland verschmolzen. Nach dem Abzug der letzten Flugboote wurde der uferferne unbebaute Bereich Stationierungsort der für die Marine betriebenen Hubschrauber der RNZAF. Diese unterstanden der 3. Squadron und bildeten innerhalb der Staffel den ab 1966 mit Westland Wasp und ab 1998 Kaman H-2 ausgerüsteten Naval Support Flight. Die 3. Staffel betrieb daneben seit 1965 in Hobsonville liegend auch noch die Typen Bell UH-1 und Bell 47.
Für den Bereich Hobsonville wurde mit Beginn des 21. Jahrhunderts ein Konversionsprozess gestartet und die 3. Staffel verlegte im Oktober 2005 nach Ohakea, was mit einer reduzierten Rolle einherging. Die Seasprite-Bordhubschrauber für die Fregatten der Marine verblieben nämlich in Auckland, sie werden seit 2005 von der 6. Staffel betrieben.
In den 2000er Jahren gab es Überlegungen die Basis komplett zu schließen und in einen weiteren zivilen Flughafen umzufunktionieren. Diese Pläne wurden jedoch 2009 verworfen und das Areal wurde in den folgenden Jahren ab 2011 nach neuesten (Erdbeben-) Standards modernisiert, inklusive des Ersatzes von zuvor in Hobsonville befindlichen Einrichtungen.
Mit Außerdienststellung der P-3K2 Ende Januar 2023, von denen ein Exemplar im Januar des Jahres noch eine letzte erfolgreiche SAR-Mission durchführte, wird die 5. Staffel in Ohakea als P-8A-Einheit neu aufgestellt. Bereits im folgenden Monat begann mit der Außerdienststellung einer C-130H die Modernisierung der Transportflieger. Die erste neue C-130J traf dann im September 2024 auf der Basis ein.

## Militärische Nutzung
Zurzeit (2023) liegen hier zwei fliegende Verbände:
- 6. Squadron, Marinefliegerstaffel, ausgerüstet seit 2005 mit der SH-2G
- 40. Squadron, Transportstaffel, ausgerüstet seit 1965/2025 mit der C-130H/J[5][6] und seit 2003 mit der Boeing 757

Außerdem sind eine Reihe nicht fliegender Verbände stationiert.